# Каимана
Каймана (индон. Kaimana) — административный центр одноименного округа в индонезийской провинции Западное Папуа. Население Каимана составляет 13,613 человек по переписи 2010 года. Этот портовый город расположен на побережье Арафурского моря. Недалеко от него расположен аэропорт.